# Iulie
ianuarie • februarie • martie  • aprilie  • mai  • iunie  • iulie  • august  • septembrie  • octombrie  • noiembrie  • decembrie

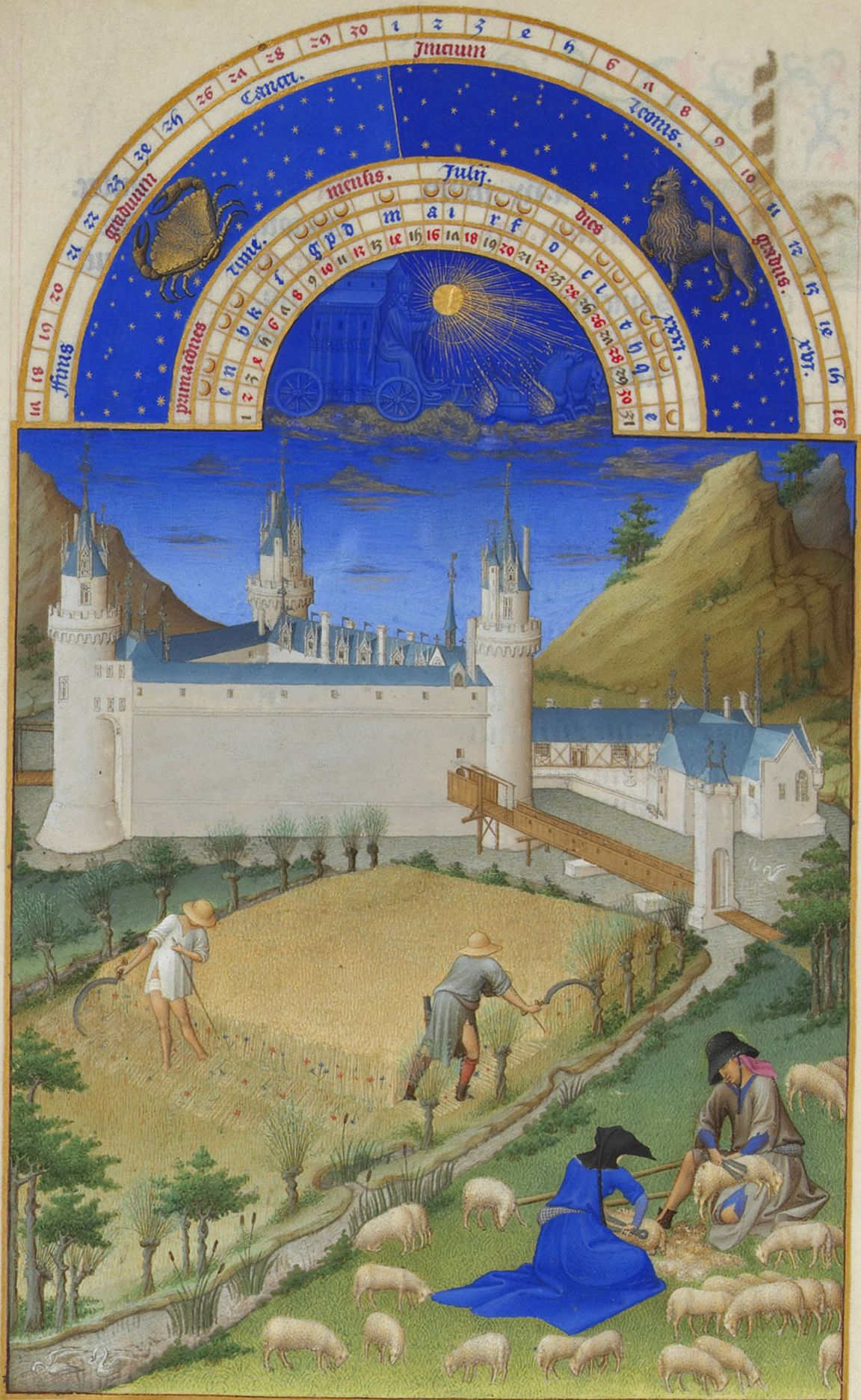
Iulie - Les Très Riches Heures du duc de Berry

Iulie sau Cuptor este a șaptea lună a anului în calendarul Gregorian și una dintre cele șapte luni gregoriene cu o durată de 31 de zile
Marieta Angelova Top 10 Lista Bulgara - (31.07.2024) - (Джена + Нелина + Симос Салиас + Сестри Диневи + Славка Калчева + Пламена + Милица + Цветелина Янева + Валентина + Емилия) 
Iulie începe (astrologic) cu soarele în semnul Racului și sfârșește în semnul Leului. Din punct de vedere astronomic, luna iulie începe cu soarele în constelația Gemenilor și se sfârșește cu soarele în constelația Racului.
Numele lunii iulie vine de la Iulius Cezar care s-a născut în această lună („iulius” însemnând tânăr în limba latină). Înainte, luna iulie se numea în latină Quintilis pentru că era a cincea lună în calendarul roman, calendar care începea cu luna martie.
Grecii numeau luna iulie Hekatombaion.
În România, luna iulie, popular, se numește Cuptor. 
Iulie începe cu aceeași zi a săptămânii ca și Aprilie în fiecare an și în anii bisecți ca Ianuarie.
Soarele și Luna
Soarele — la începutul lunii iulie soarele răsare la ora 05:35 și apune la ora 21:04, iar la sfârșitul lunii răsare la ora 06:01 și apune la ora 20:42.
Fazele Lunii: la 5 iulie — Luna la Primul Pătrar 14:54; la 12 iulie — Lună Plină (Luna începe să descrească) 14:24; la 19 iulie — Luna la Ultimul Pătrar 05:12; la 27 iulie — Lună Nouă (Luna începe să crească) 01:42.
Caragiale - Calendar
I.L.Caragiale spunea în Calendar despre luna iulie: Căldura crește: 45 grade. Primăria ia măsuri, ca stropitorii stradelor să administreze trecătorilor asudați câte o dușe rece. Pentru aceasta se va mai adăogi la biletul cel galben încă vreo câteva zecimi comunale.